# Жижан (календар)

Жижан је шаљиви календар за годину 1876, изашао у Новом Саду, а којег су уређивали Јован Јовановић Змај и Илија Огњановић.

## Историјат
Жижан уз име има одредницу: Велики или мали (само не средњи) шаљиви календар.

### Изглед календара
102 стр.; 20,5X13,5cm.

### Место издавања
Нови Сад, 1876.

### Штампарија и издавач
Жижан је штампан у Српској народној задружној штампарији, чији је издавач и власник био Арса Пајевић.

### Тематика
Досетке
Шале
Анегдоте

## Рубрике и садржај
Прављен је по узору на Винка Лозића шаљиве календаре и у њему се налазе пародије астролошких "прогностигона", "небески знаци". "Небески знаци" су карикатуре астролошких знакова уз које су објављени духовити текстови. У календару су објављиване и духовите карикатуре као коментар политичке ситуације.
Из садржаја Жижана:
- (Шаљиви календарски део)
- (четири сатиричне песме)- Мојим учитељима, Зимске мисли једног иронисте, моја пушка, На бадњи дан и вече
- (Карикатура са текстом)
- Рандеву (хумореска)
- Анегдоте (16 примера)
- Љубав - сарма ( слика из ђачког живота)
- Наседаније(хумореска)
- (Анегдоте) - укупно 14
- Тик-тактика срца (осам афоризама)
- Анегдоте (народне)
- Србима (песма)
- Ода маковом краљу (песма)

## Уредници
- Јован Јовановић Змај

- Илија Огњановић Абуказем

## Сарадници
Илустарације је цртао Миливој Мауковић.

## Карикатуре
Од карикатура најпознатија је она која представља коментар распада Турске империје: на њој европски народи симболично скидају "месец" с неба. Аутор карикатуре је Миливој Мауковић.

## Галерија
- Корична страна календара Жижан,1876.
- Жижан, шаљиви календарски део, страна 4, 1876.
- Жижан, шаљиви календарски део, страна 5, 1876.
- Жижан, страна 44, 1876.
- Жижан, сатирична песма, страна 45, 1876.
- Жижан, сатирична песма, страна 46, 1876.
- Жижан, карикатура и анегдота, страна 88, 1876.
- Жижан, карикатура, страна 89, 1876.
- Жижан, афоризми, страна 91, 1876.
- Жижан, афоризми и анегдоте, страна 92, 1876.
- Жижан, анегдоте, страна 93, 1876.
- Жижан, песма, страна 95, 1876.